# HD 41692
HD 41692，又名BD-04 1362，SAO 132841、HR 2154，是一颗恒星，视星等为5.38，位于銀經211.57，銀緯-11.87，其B1900.0坐标为赤經6h 1m 41.2s，赤緯-4° -11.87′ 1″。